# Mohamed Fitouri
Mohamed Fitouri (arabe : محمد الفيتوري), né le 14 avril 1925 à Kairouan et décédé le 10 avril 2006, est un avocat et homme politique tunisien.

## Biographie
Juriste de formation, il commence sa carrière comme avocat au début des années 1960 et devient membre du Conseil de l'ordre.
En septembre 1969, il est élu membre de la Chambre des députés avant de devenir, le 6 novembre 1970, ministre de la Justice dans le gouvernement du Premier ministre Hédi Nouira. Il passe ensuite à la tête du ministère des Finances le 29 octobre 1971.
Le 26 décembre 1977, il est nommé ministre des Affaires étrangères en remplacement de Habib Chatti, démissionnaire en compagnie de quatre autres ministres. Au point de vue diplomatique, on lui doit le transfert du siège de la Ligue arabe à Tunis et la nomination à sa tête d'un Tunisien : Chedli Klibi. La carrière politique de Mohamed Fitouri s'achève le 15 avril 1980 avec le départ du Premier ministre Nouira affaibli par un accident cardio-vasculaire.
Il est père de deux filles et d'un garçon.